# Puits (Côte-d'Or)
Pour les articles homonymes, voir Puits.
Puits est une commune française située dans le département de la Côte-d'Or, en région Bourgogne-Franche-Comté.

## Géographie
La commune s'étend sur 20,8 km2 à une altitude comprise entre 275 et 353 mètres.

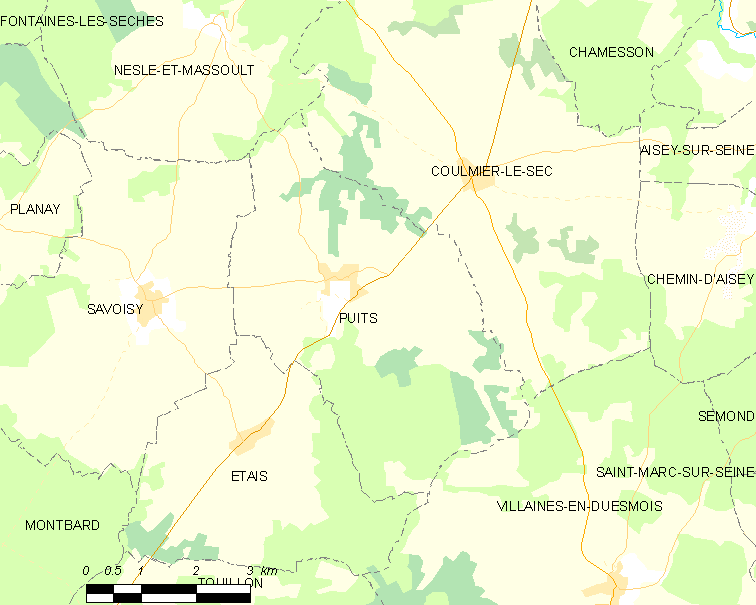

### Accès
Puits est située à proximité de la départementale 980 reliant Châtillon-sur-Seine à Cluny.
La commune est desservie par la ligne de cars reliant Châtillon-sur-Seine à la gare de Montbard (TGV).

### Hydrographie
La Laigne (ou ruisseau de Marcenay) est le principal cours d'eau qui l'irrigue avant d'y disparaître puis de réapparaître à Laignes, 20 km plus au nord. L'ancien lit de cette rivière semble suivre un talweg passant par Nesle-et-Massoult, Balot, Bissey-la-Pierre et Marcenay.

### Climat
Pour des articles plus généraux, voir Climat de la Bourgogne-Franche-Comté et Climat de la Côte-d'Or.
En 2010, le climat de la commune est de type climat des marges montargnardes, selon une étude du Centre national de la recherche scientifique s'appuyant sur une série de données couvrant la période 1971-2000. En 2020, Météo-France publie une typologie des climats de la France métropolitaine dans laquelle la commune est exposée à un climat océanique altéré et est dans la région climatique  Lorraine, plateau de Langres, Morvan, caractérisée par un hiver rude (1,5 °C), des vents modérés et des brouillards fréquents en automne et hiver. 
Pour la période 1971-2000, la température annuelle moyenne est de 10 °C, avec une amplitude thermique annuelle de 15,9 °C. Le cumul annuel moyen de précipitations est de 872 mm, avec 12,7 jours de précipitations en janvier et 8,3 jours en juillet. Pour la période 1991-2020, la température moyenne annuelle observée sur la station météorologique de Météo-France la plus proche, « Montbard_sapc », sur la commune de Montbard à 15 km à vol d'oiseau, est de 11,4 °C et le cumul annuel moyen de précipitations est de 853,5 mm,. Pour l'avenir, les paramètres climatiques de la commune estimés pour 2050 selon différents scénarios d'émission de gaz à effet de serre sont consultables sur un site dédié publié par Météo-France en novembre 2022.

## Urbanisme

### Typologie
Au 1er janvier 2024, Puits est catégorisée commune rurale à habitat dispersé, selon la nouvelle grille communale de densité à 7 niveaux définie par l'Insee en 2022.
Elle est située hors unité urbaine. Par ailleurs la commune fait partie de l'aire d'attraction de Châtillon-sur-Seine, dont elle est une commune de la couronne,. Cette aire, qui regroupe 60 communes, est catégorisée dans les aires de moins de 50 000 habitants,.

### Occupation des sols
L'occupation des sols de la commune, telle qu'elle ressort de la base de données européenne d’occupation biophysique des sols Corine Land Cover (CLC), est marquée par l'importance des territoires agricoles (65,7 % en 2018), en augmentation par rapport à 1990 (62,3 %). La répartition détaillée en 2018 est la suivante : 
terres arables (62,9 %), forêts (32,9 %), prairies (1,7 %), zones urbanisées (1,4 %), zones agricoles hétérogènes (1,2 %). L'évolution de l’occupation des sols de la commune et de ses infrastructures peut être observée sur les différentes représentations cartographiques du territoire : la carte de Cassini (XVIIIe siècle), la carte d'état-major (1820-1866) et les cartes ou photos aériennes de l'IGN pour la période actuelle (1950 à aujourd'hui).

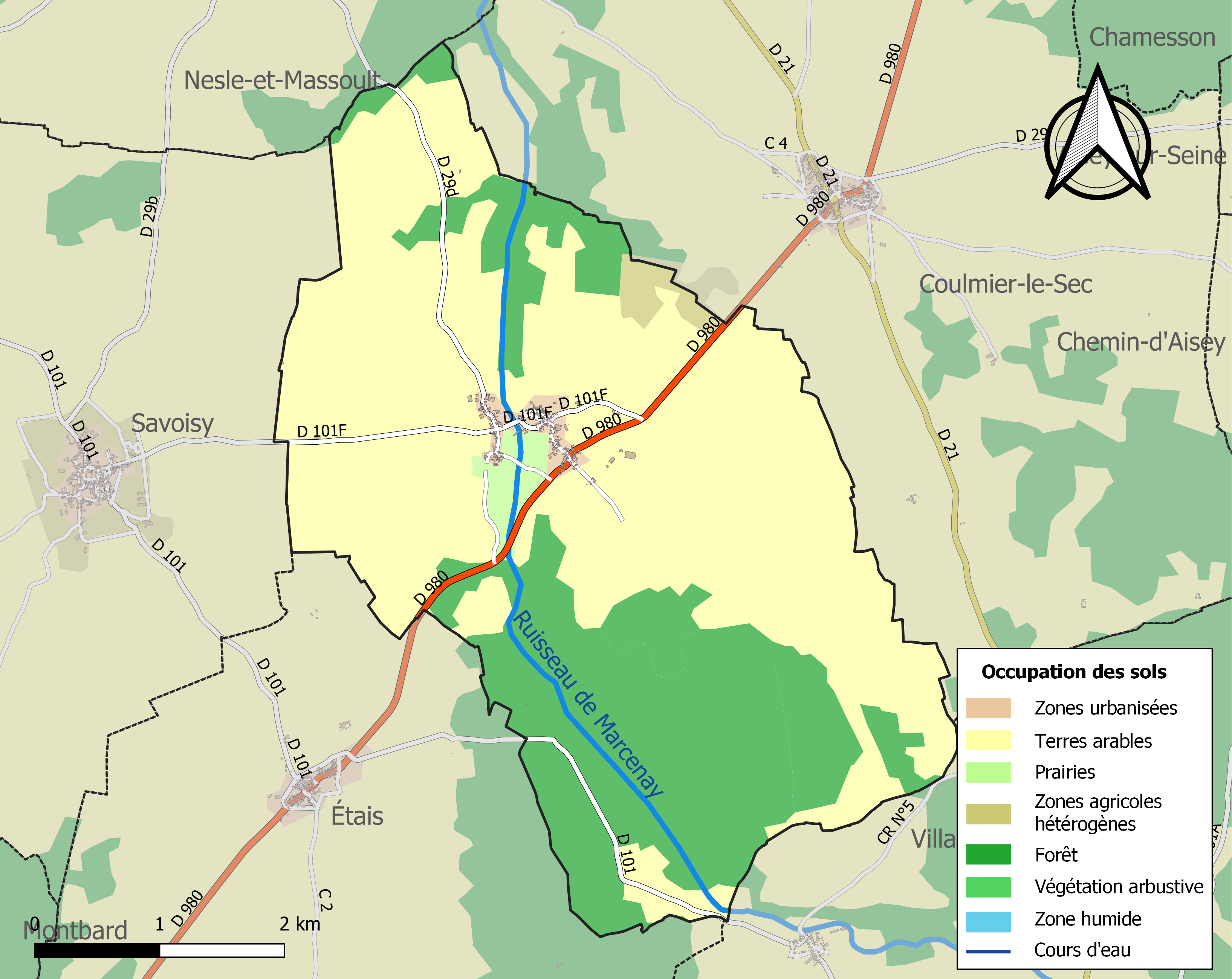
Carte des infrastructures et de l'occupation des sols de la commune en 2018 (CLC).

## Toponymie
Du latin puteus, « trou, fosse », « gouffre, fosse très profonde », « puits d'eau vive » ou même « puits de mine ». Son sens s'est ensuite étendu au « trou creusé pour atteindre une nappe d'eau souterraine ». La perte de la haute Laigne (ou ruisseau de Marcenay) dans une excavation sur le territoire de la commune est probablement à l'origine de ce nom.

## Histoire

### Préhistoire et Antiquité
Des tumulus dans les bois, une villa gallo-romaine identifiée, la découverte de monnaies et d'une stèle funéraire attestent d'une occupation ancienne.

### Moyen Âge
Puits relève du bailliage de Saumur et son château assure également la protection d'Etais et Coulmier-le-Sec. De ses défenses subsistent une porte fortifiée et les traces d'un pont-levis.
Un prieuré bénédictin très ancien dédié à saint Thomas dépend d'abord de l'abbaye Saint-Michel de Tonnerre fondée dès le VIe siècle. Il passe ensuite sous l'autorité de Molesme.

## Politique et administration
| Période                                  | Période  | Identité         | Étiquette | Qualité                             |
| ---------------------------------------- | -------- | ---------------- | --------- | ----------------------------------- |
| avant 1988                               | En cours | Benoît de Valous | DVD       | Agriculteur propriétaire-exploitant |
| Les données manquantes sont à compléter. |          |                  |           |                                     |

Puits appartient :
- à l'arrondissement de Montbard,
- au canton de Châtillon-sur-Seine et
- à la communauté de communes du Pays Châtillonnais.

## Démographie
L'évolution du nombre d'habitants est connue à travers les recensements de la population effectués dans la commune depuis 1793. Pour les communes de moins de 10 000 habitants, une enquête de recensement portant sur toute la population est réalisée tous les cinq ans, les populations de référence des années intermédiaires étant quant à elles estimées par interpolation ou extrapolation. Pour la commune, le premier recensement exhaustif entrant dans le cadre du nouveau dispositif a été réalisé en 2005.

En 2022, la commune comptait 136 habitants, en évolution de +9,68 % par rapport à 2016 (Côte-d'Or : +0,82 %, France hors Mayotte : +2,11 %).
| 1793 | 1800 | 1806 | 1821 | 1836 | 1841 | 1846 | 1851 | 1856 |
| ---- | ---- | ---- | ---- | ---- | ---- | ---- | ---- | ---- |
| 448  | 450  | 342  | 451  | 540  | 532  | 477  | 501  | 467  |

| 1861 | 1866 | 1872 | 1876 | 1881 | 1886 | 1891 | 1896 | 1901 |
| ---- | ---- | ---- | ---- | ---- | ---- | ---- | ---- | ---- |
| 428  | 429  | 402  | 391  | 364  | 360  | 342  | 325  | 303  |

| 1906 | 1911 | 1921 | 1926 | 1931 | 1936 | 1946 | 1954 | 1962 |
| ---- | ---- | ---- | ---- | ---- | ---- | ---- | ---- | ---- |
| 302  | 284  | 256  | 247  | 230  | 221  | 230  | 219  | 195  |

| 1968 | 1975 | 1982 | 1990 | 1999 | 2005 | 2006 | 2010 | 2015 |
| ---- | ---- | ---- | ---- | ---- | ---- | ---- | ---- | ---- |
| 178  | 168  | 141  | 138  | 136  | 140  | 139  | 139  | 125  |

| 2020 | 2022 | - | - | - | - | - | - | - |
| ---- | ---- | - | - | - | - | - | - | - |
| 131  | 136  | - | - | - | - | - | - | - |

## Culture locale et patrimoine

### Lieux et monuments
- Le château  Inscrit MH (1941)  Inscrit MH (1971)[18]
- L'église de la Nativité de la Vierge renferme deux statues polychromes du XVIe siècle : une piéta et un saint Nicolas. Sur la place une croix Renaissance avec autel-reposoir ; le fut de la croix porte les statuettes des 4 évangélistes.

### Personnalités liées à la commune
- L'écrivain, auteur dramatique et critique d'art Gustave Coquiot (1865-1926) y est né.
- Le chanteur Marc Ogeret (1932-2018) y a vécu.

### Héraldique
| Blason de Puits | Blason  | Palé d'argent et d'azur, à la bande de gueules chargée de trois coquilles d'or brochant sur le tout. |
| Blason de Puits | Détails | Le statut officiel du blason reste à déterminer.                                                     |